# Гладштейн Юдиф Мойсеївна
Юдиф (Рива) Мойсеївна Гладштейн (нар. 19 вересня 1898, місто Ростов-на-Дону, тепер Російська Федерація — розстріляна 20 червня 1938, місто Москва, Російська Федерація) — радянська діячка, голова Комітету пропаганди мистецтв Народного комісаріату освіти УСРР, член ВЦВК. Член Комісії радянського контролю при РНК СРСР у 1934—1937 роках. Дружина Євгена Терлецького.

## Життєпис
Народилася в єврейській родині дрібних торгівців. У 1916 році закінчила казенну гімназію в Ростові-на-Дону. У 1916—1917 роках — студентка природничого відділення фізико-математичного факультету Донського університету, закінчила перший курс.
Член РСДРП(б) з грудня 1917 року.
З лютого по квітень 1918 року — співробітниця газети «Известия Донского ВРК» у Ростові-на-Дону. У травні 1918 року була евакуйована до Москви.
З травня по жовтень 1918 року — на підпільній більшовицькій роботі, партійний організатор Шулявського і Подільського районів міста Києва.
У листопаді 1918 — лютому 1919 року — інструктор Замоскворецького районного відділу народної освіти міста Москви.
У березні — серпні 1919 року — завідувач жіночого відділу Київського губернського комітету КП(б)У і голова Комітету пропаганди мистецтв Народного комісаріату освіти Української СРР.
У вересні 1919 — лютому 1920 року — в Червоній армії: військовий комісар і заступник начальника евакуаційного пункту на Західному фронті в місті Орші.
У лютому — серпні 1920 року — слухачка шестимісячних курсів при Комуністичному університеті імені Свердлова в Москві.
У вересні 1920 — серпні 1921 року — уповноважена, член комісії із робітничого постачання Ради народного господарства і Народного комісаріату продовольства Української СРР.
У вересні — листопаді 1921 року — секретар надзвичайної продовольчої п'ятірки в Житомирі.
У грудні 1921 — травні 1922 року — завідувач секретної частини і шифрувальниця Повноважного представництва Української СРР у Латвії (місто Рига).
У червні 1922 — квітні 1923 року — груповод-викладач губернської радянсько-партійної школи імені Артема в Харкові.
З травня по липень 1923 року лікувалася в туберкульозному санаторії.
У серпні 1923 — січні 1924 року — завідувач агітаційної частини Бауманського районного комітету РКП(б) міста Москви.
У лютому 1924 — серпні 1926 року — голова культкомісії, агітпроп-організатор, секретар заводського комітету Дербеньовського хімічного заводу Москви.
У вересні 1926 — квітні 1930 року — студентка Московського інституту народного господарства імені Плеханова, вільна слухачка Інституту червоної професури.
У травні 1930 — лютому 1934 року — інспектор, заступник керівника групи енергетики Центральної контрольної комісії ВКП(б) — Народного комісаріату робітничо-селянської інспекції СРСР.
У березні — грудні 1934 року — член, заступник керівника групи електропромисловості та електростанцій Комісії радянського контролю при РНК СРСР. У грудні 1934 — травні 1935 року — заступник керівника групи кольорової металургії Комісії радянського контролю при РНК СРСР.
У травні — листопаді 1935 року — т.в.о. уповноваженого, в листопаді 1935 — 11 травня 1937 року — уповноважений Комісії радянського контролю при РНК СРСР по Воронезькій області.
У червні 1937 року — контролер групи освіти і охорони здоров'я Комісії радянського контролю при РНК СРСР.
28 червня 1937 року заарештована органами НКВС. Засуджена Воєнною колегією Верховного суду СРСР 20 червня 1938 року до страти, розстріляна того ж дня. Похована на полігоні «Комунарка» біля Москви.
21 липня 1956 року реабілітована, 27 грудня 1956 року посмертно відновлена в партії.